# Trieur (logistique)
Pour les articles homonymes, voir Trieur.

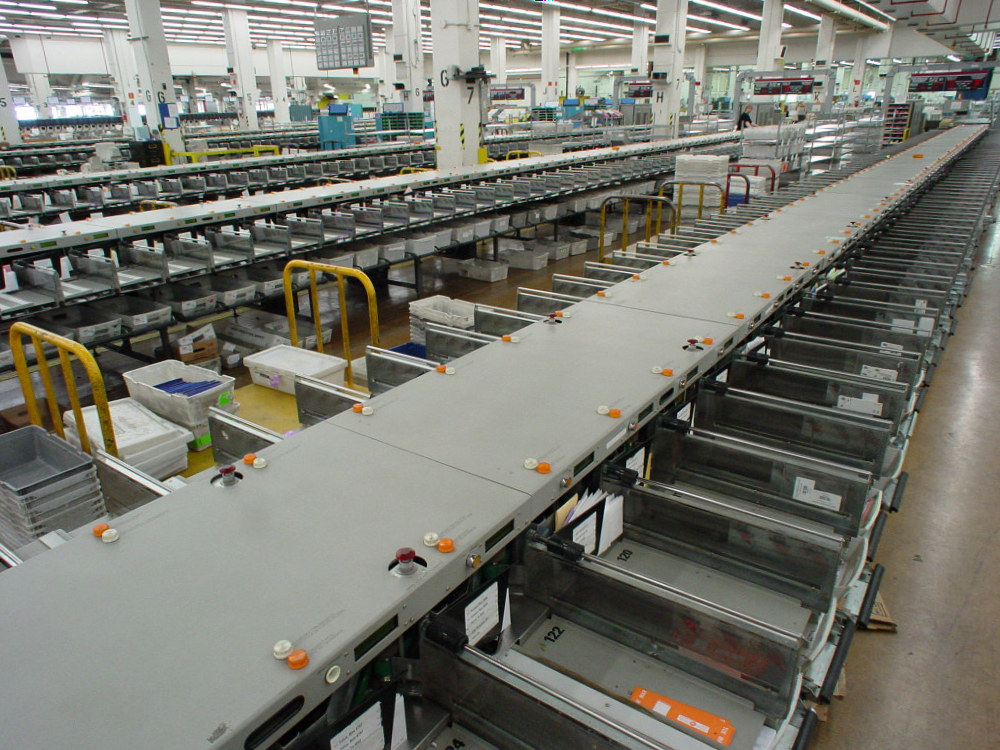
Trieur à courrier

En logistique, un trieur est un système qui dévie des produits (marchandises, bagages, colis, courrier, etc.) vers des destinations spécifiques.
Les trieurs les plus communs sont basés sur un système de convoyeur. Bien qu'ils puissent s'appuyer sur différentes technologies, les trieurs ont tous pour objectif de recevoir un nombre important de produits et de les orienter dans la bonne direction. La typologie du trieur est choisie en fonction du produit et du débit demandé.

## Éléments communs des trieurs
L'injection des produits sur le trieur peut se faire de manière manuelle ou automatique, l'objectif étant d'introduire les produits dans le trieur en les orientant et en les espaçant correctement, afin que le trieur puisse fonctionner correctement .
Un autre élément commun est le contenant de destination qui reçoit les produits lorsqu'ils quittent le trieur vers la destination appropriée. Ces contenants peuvent être de simples goulottes, des convoyeurs par gravité ou des convoyeurs motorisés.

## Types de trieurs
Il existe un certain nombre de modèles de trieurs.
- Trieur à tapis transversal (Cross belt sorter)
- Trieur à raquette (Paddle sorter)
- Trieur à transfert (Pop-up transfer sorter)
  - Trieur à table de transfert (Table transfer sorter)
  - Trieur à galets orientables (Pop-up steerable roller sorter)
  - Trieur à galets déviateurs (Lineshaft pop-up wheel sorter)
- Trieur à pousseur (Pusher or puller sorter)
- Trieur séparateur ou trieur égreneur (Parcel Singulator)
- Trieur à plat (Flat sorter)
- Trieur à plateau basculant (Tilt tray sorter)
- Trieur à sabot (Shoe sorter)
- Trieur à pochette (Pocket sorter)